# Karl Wilhelm Witt

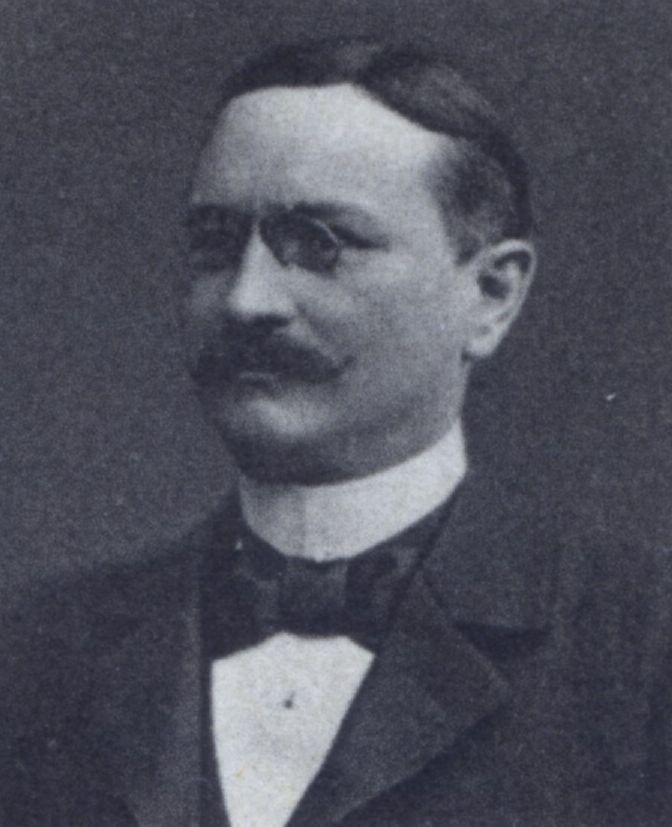
Karl Wilhelm Witt als Reichstagsabgeordneter 1912

Karl Wilhelm Witt (* 20. Januar 1851 in Klein-Nebrau; † nach 1918) war Gutsbesitzer und Mitglied des Deutschen Reichstags.

## Leben
Witt besuchte das Gymnasium zu Graudenz von 1861 bis 1868. Er war in der Landwirtschaft tätig und übernahm 1880 die väterliche Besitzung in Klein-Nebrau. Als Einjährig-Freiwilliger diente er beim Infanterie-Regiment Nr. 45, machte den Krieg gegen Frankreich 1870/71 mit und erwarb das Eiserne Kreuz II. Klasse. Danach war er Reserveoffizier beim Infanterie-Regiment Nr. 44 und Oberleutnant a. D. Weiter war er Mitglied des Kreistages seit 1885, Deichrepräsentant der Marienwerderschen Niederung seit 1883, Mitglied der Kreissynode sowie Erster Hauptdirektor der Mobiliarfeuerversicherungs-Gesellschaft für Ost- und Westpreußen A.-G.
Von 1894 bis 1908 war er Mitglied des Preußischen Abgeordnetenhauses und von 1898 bis 1918 war er Mitglied des Deutschen Reichstags für den Reichstagswahlkreis Regierungsbezirk Marienwerder 1 (Marienwerder, Stuhm) und die Deutsche Reichspartei.